# NBA All-Rookie Team
L'NBA All-Rookie Team è un premio annuale assegnato dalla NBA a partire dalla stagione 1962-1963 ai 10 migliori giocatori al primo anno (rookie) che si sono distinti nel corso della stagione regolare. La giuria è composta dagli allenatori di ogni franchigia; ciascun allenatore non può votare per i giocatori della propria squadra.
L'NBA All-Rookie Team si compone di due quintetti; i giocatori ricevono due punti per ciascuna nomina nel primo quintetto ed un punto per ciascuna nomina nel secondo quintetto. I cinque giocatori complessivamente più votati compongono il primo quintetto, mentre il gruppo dei secondi cinque più votati compone il secondo quintetto. In caso di ex aequo al quinto posto, il relativo quintetto viene esteso a sei membri; in caso di parità multiple, i quintetti possono essere ulteriormenti ampliati. Il caso più recente è quello dell'assegnazione relativa alla stagione 2011-2012, in cui Iman Shumpert, Kawhi Leonard e Brandon Knight hanno ricevuto un punteggio identico come quinto membro del primo quintetto.

## Vincitori
- NBA All-Rookie Team 1962-1970
- NBA All-Rookie Team 1970-1980
- NBA All-Rookie Team 1980-1990
- NBA All-Rookie Team 1990-2000
- NBA All-Rookie Team 2000-2010
- NBA All-Rookie Team 2010-2020
- NBA All-Rookie Team 2020-2030